# Cessna Citation
Cessna Citation je americký dvoumotorový proudový dolnoplošník kategorie business jet společnosti Cessna Aircraft Company z Wichity. Tento název se používá pro několik rodin — sérií letadel.

## Vznik a vývoj

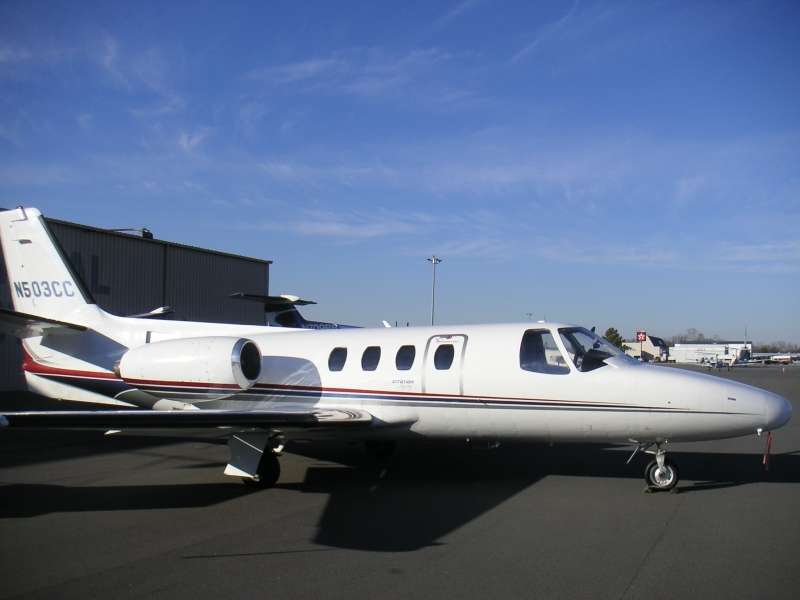
Nejstarší létající Citation I

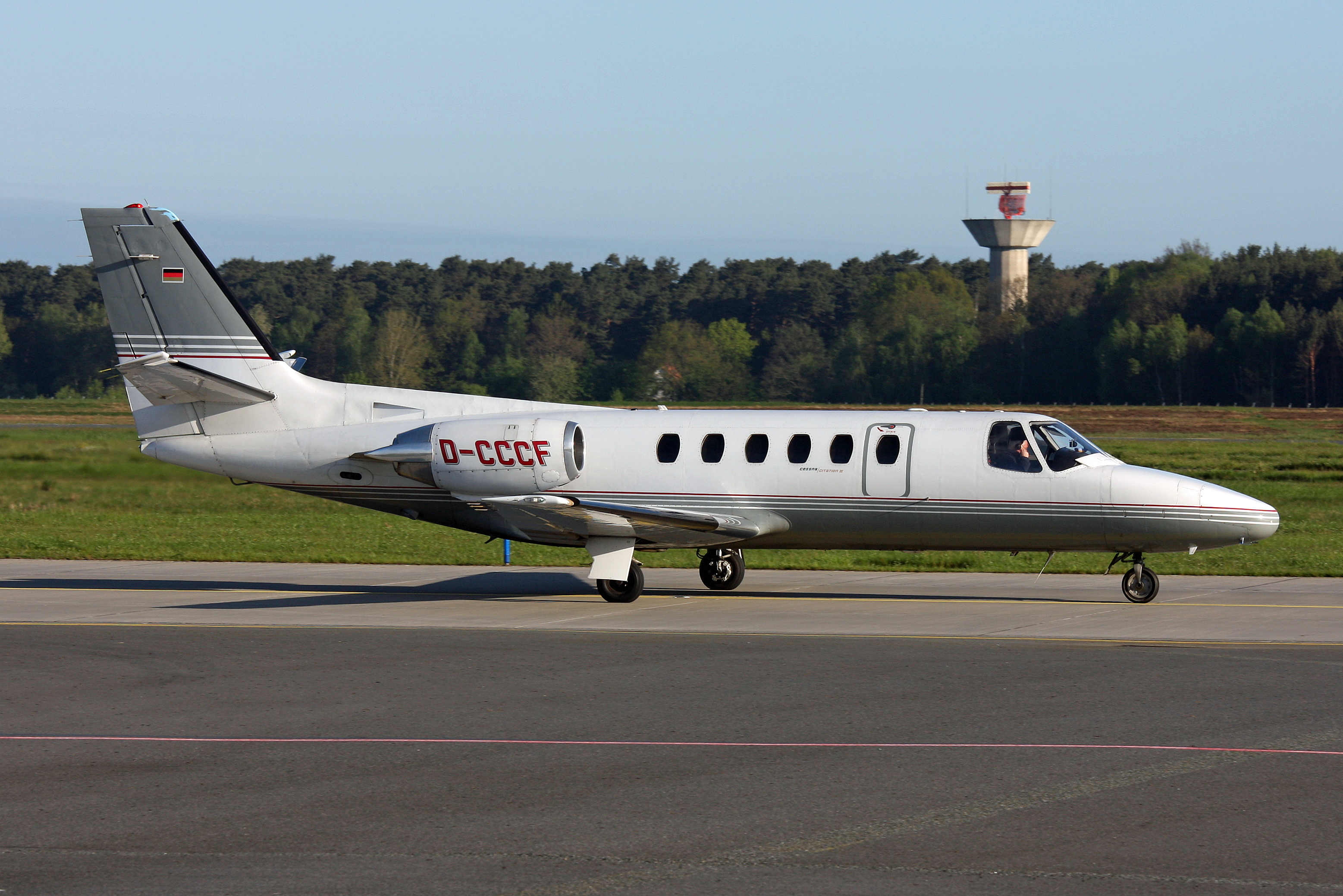
Cessna 550 Citation II (D-CCCF)

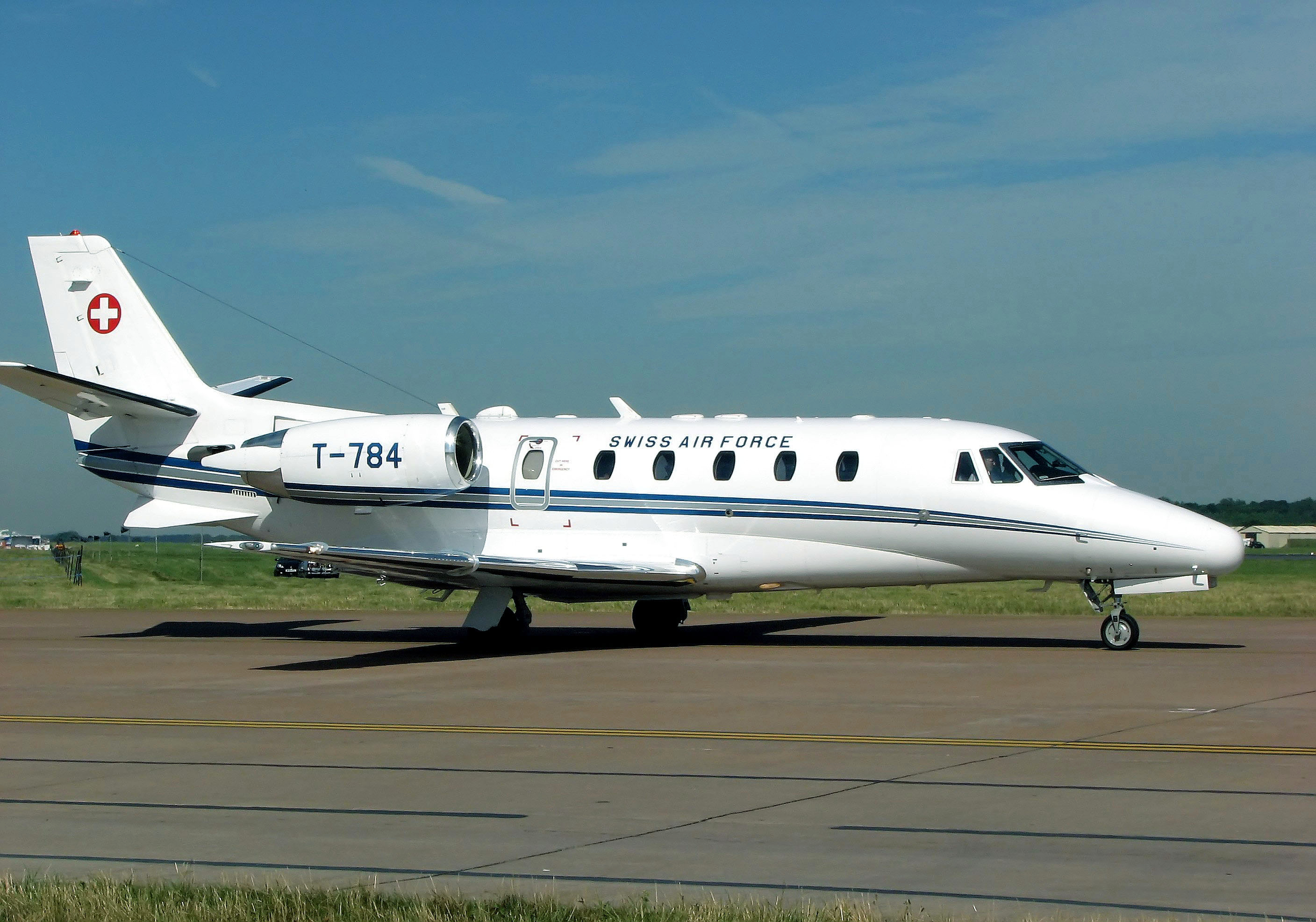
Cessna 560XL Citation Excel švýcarského letectva

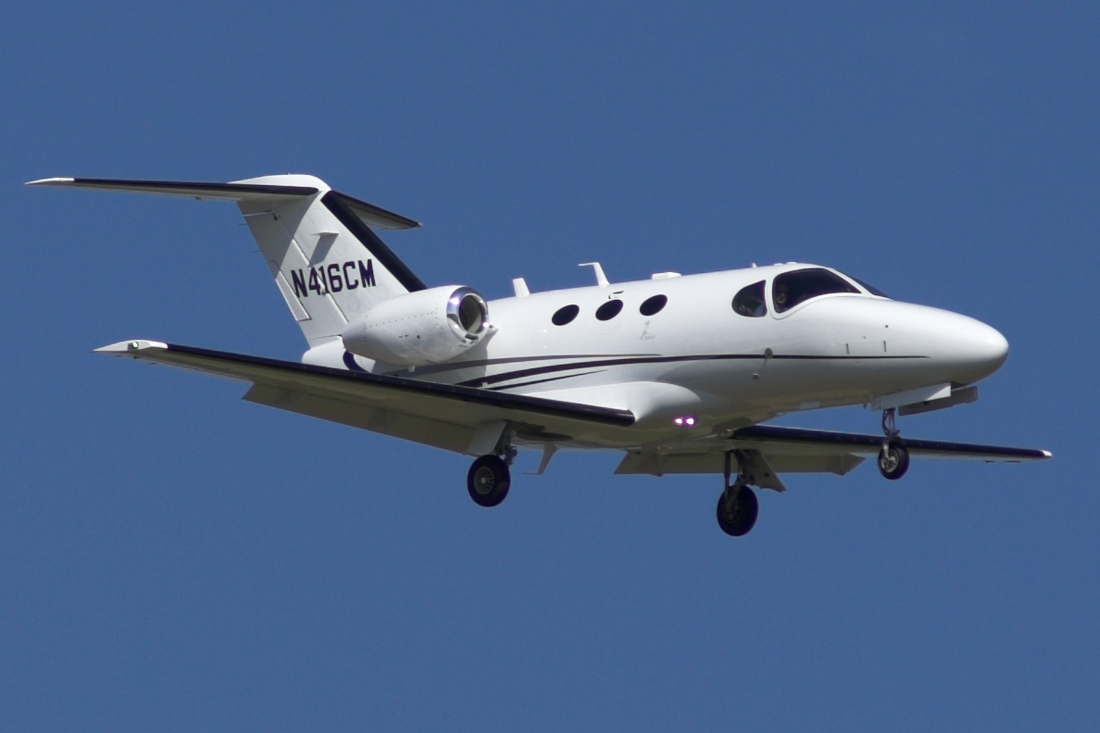
Cessna Citation Mustang (N416CM)

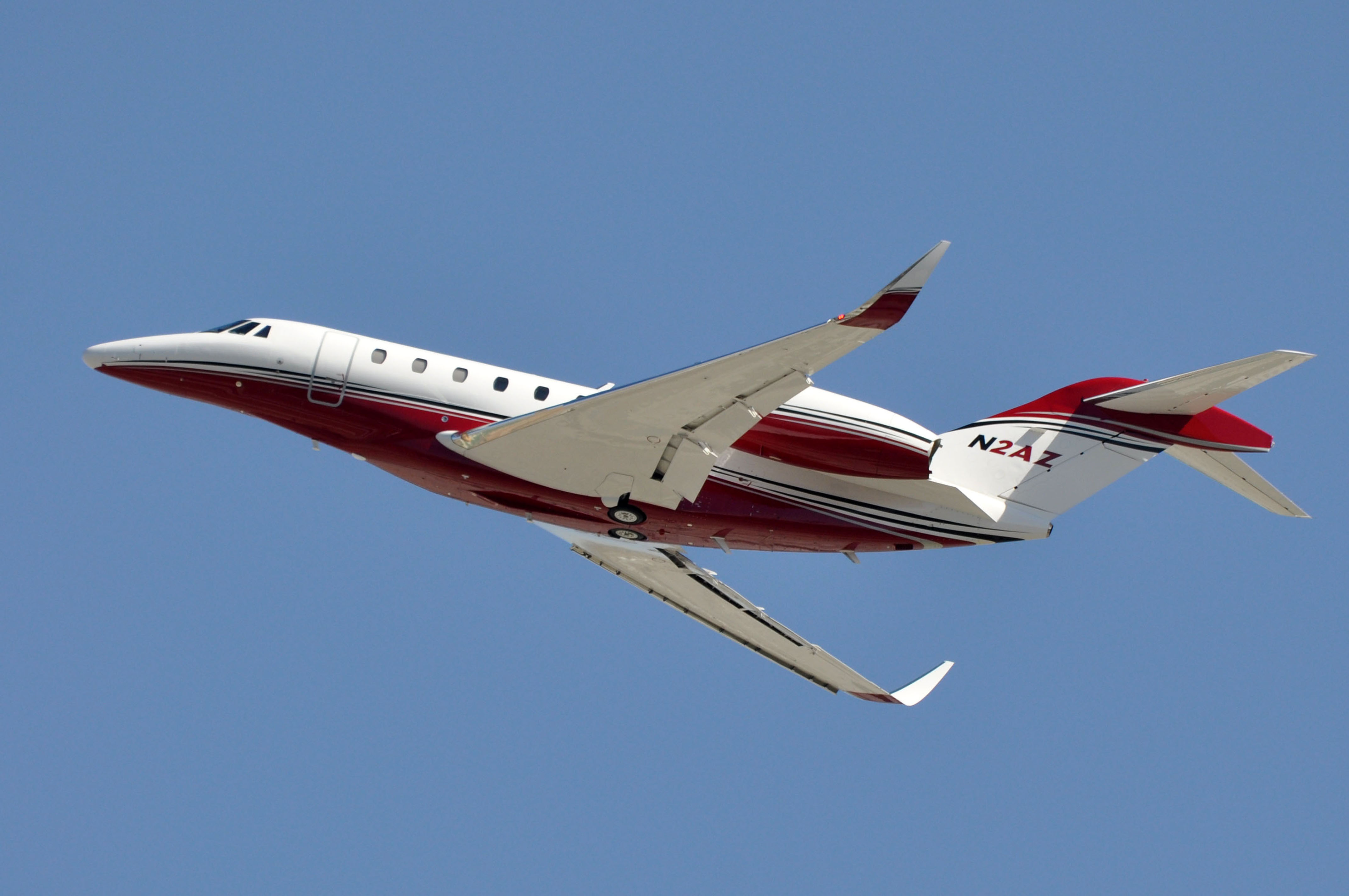
Cessna Citation X

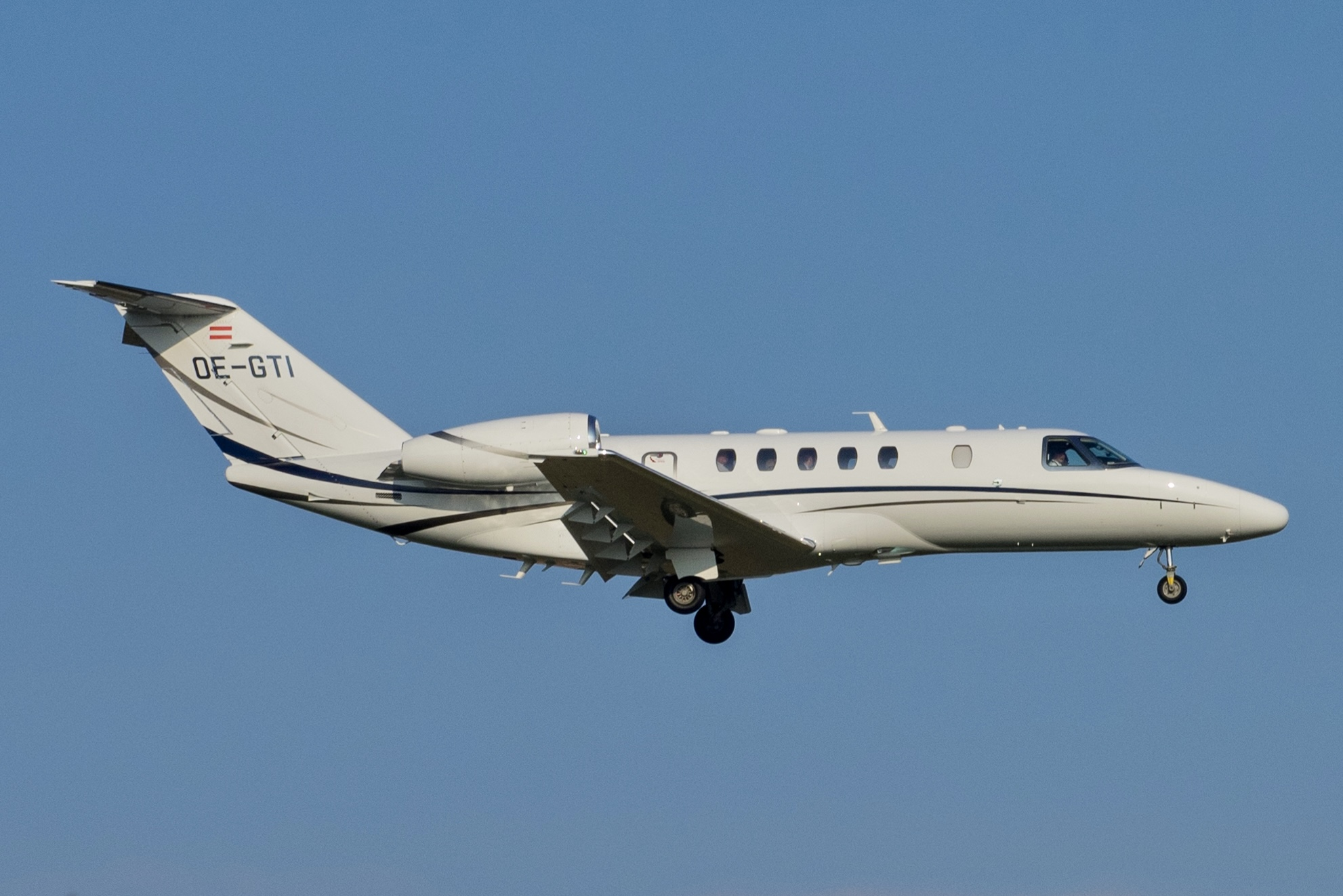
Cessna 525C Citation CJ4 (OE-GTI)

V říjnu 1968 oznámila společnost Cessna zahájení projektu proudového cestovního a služebního letounu s obchodním názvem Fan Jet 500. Nový stroj měla pohánět dvojice dvouproudových motorů.
Konstrukčně nový letoun vycházel z pístových strojů Cessna série 400, z nichž převzal trup, přímé křídlo a ocasní plochy. Příďový podvozek byl snížen a křídlo bylo z důvodu centráže posunuto vzad až za kabinu cestujících.
Firma Cessna se tak snažila maximálně zjednodušit a zlevnit přechod ve výrobě na nový typ.
První prototyp s názvem Cessna Fan Jet 500 (imatrikulace N500CC) poprvé vzlétl 15. září 1969. Instalace poměrně výkonných turbodmychadlových motorů Pratt & Whitney of Canada JT-15D-1 o tahu po 9,7 kN na záď draku pístové série 400 přinesl problém v podobě jeho pevnostních nedostatků.
Druhý přebudovaný prototyp přejmenovaný na Cessna 500 Citation (N501CC) byl zalétán v lednu 1970. Změnou všech konstrukčních celků však vzrostla vzletová hmotnost. Oba prototypy prošly intenzivními letovými testy, které byly doplněny neletovými zkouškami dalších dvou draků v sériové podobě.
První sériový letoun Citation (N502CC) provedl první let v červnu 1971 a v září mu bylo uděleno osvědčení dohlédacího úřadu Federal Aviation Administration. První Cessna Citation pro maximálně 9 pasažérů byla zařazena do provozu v roce 1972, do konce února 1973 bylo dodáno 136 kusů a 600. byl dodán v červnu 1981. Byly to částečně stroje se vzletovou hmotností povolenou až do hodnoty 4921 kg, která původně začínala na 4309 kg. Od draku č. 71 činila vzletová hmotnost 5215 kg a pro starší letouny se následně dodávala souprava umožňující úpravu draku na tuto mez. Od 35. vyrobeného stroje se označují Citation I, popřípadě Cessna 501 Citation I/SP v úpravě pro jediného pilota. „Pětsetjedničky“, jejichž produkce byla zahájena v roce 1977, obdržely nové motory JT-15D-1A o tahu po 9,8 kN a nové koncové oblouky křídla, které zvětšují rozpětí o 2,2 m.
V roce 1977 byl zalétán prototyp nové verze Cessna 550 Citation II (N550CC), ohlášené v září předchozího roku. Prodloužením trupu o 1,14 m a zlepšeným uspořádáním vnitřního prostoru kabiny cestujících vznikla možnost zabudování až dvanácti sedadel. Standardní výbavou se staly obraceče tahu motorů JT15D-4 po 11,12 kN, které byly u souběžně vyráběného Citationu I montovány pouze na přání zákazníka. Prodloužené křídlo o 1,40 m bylo zeštíhleno, což přispělo ke zlepšení letových vlastností a zásoba paliva byla zvětšena na 2702 l. Zdokonalený klimatizační systém udržoval tlak vzduchu v kabině na úrovni 2440 m až do letové hladiny 13 115 m. Citation II získal osvědčení o letové způsobilosti v březnu 1978, 500. stroj byl předán v roce 1985.[zdroj⁠?!] Zdokonalenou verzi Citation S/II s novým profilem křídla převzalo jako cvičné v počtu 15 exemplářů US Navy pod označením T-47A.
Koncem roku 1976 byly uveřejněny první údaje o novém provedení letounu Cessna 650 Citation III, jehož prototyp (N650CC) vzlétl 30. března 1979. Tato verze již měla šípové křídlo s vysokou štíhlostí vyvinuté v NASA.[zdroj⁠?!] Za pohon byly zvoleny dva americké turbodmychadlové motory Garret AiResearch TFE 731-3-100S se statickým tahem po 16,46 kN. Ocasní plochy byly překonstruovány do tvaru T. Americký letecký úřad vydal osvědčení o způsobilosti 30. dubna 1982, na jaře následujícího roku byly zahájeny dodávky zákazníkům.[zdroj⁠?!]
V roce 1987 byl model Citation II nahrazen verzí Citation V, po níž roku 1991 následovaly verze CitationJet, Citation VI a náhrada za Citation III Citation VII. Prototyp letounu Cessna 525 CitationJet absolvoval zálet na konci dubna 1991 a od března 1993 byly zahájeny dodávky odběratelům. Nový letoun s kapacitou pět pasažérů s dvoučlennou posádkou byl určen jako náhrada za stroje Citation a Citation I. S následným rozšířením této řady byl přeznačen na Citation CJ1 a v roce 2005 byl na výrobní lince vystřídán zlepšenou verzí Citation CJ1+.
Největším letounem rodiny Citation je Citation X, zalétaný v roce 1993 a dodávaný od roku 1996. Letoun s mezikontinentálním doletem má kapacitu až 9 cestujících v luxusní obchodní třídě.
Další člen rodiny CitationJet, Model 525A Citation CJ2 se sedmimístnou kabinou byl dodáván na trh od roku 2000. Vylepšená varianta Citation CJ2+ byla sériově vyráběna od roku 2005.
Společnost Cessna Aircraft následně obohatila svůj sortiment o ještě větší Citation CJ3 (Model 525B) zalétaný v roce 2002. Od prosince 2004 byly zahájeny dodávky zákazníkům. Stejně jako CJ2 byl tento letoun určen pro sedm cestujících, ale nabízel větší prostorový komfort.
Dne 27. února 2002 zalétal Wayne Spriggs a Bob Rice ve Wichitě po čtyřletém vývoji prototyp Cessna Citation Sovereign, určený pro přepravu až dvanácti cestujících. Pohon zajišťovala dvojice turbodmychadlových motorů Pratt & Whitney Canada PW306C s tahem po 25,3 kN, vybavených obraceči tahu. Cena průměrně vybaveného letounu dosáhla 12 milionů USD.
V roce 2002 letecký výrobce Cessna oznámil na zasedání asociace National Business Aviation Association ve floridském Orlandu vstup do kategorie letounů Very Light Jets. Předvedl zde kabinu nového stroje Cessna 510 Citation Mustang. Stavba jediného prototypu byla zahájena v roce 2004 v závodě Independence v Kansasu. Zálet byl uskutečněn posádkou Scotty Jergenson a Dave Bonifield 23. dubna 2005 ze základny McConnell AFB. Do následných testů a certifikace se postupně zapojily ještě první dva sériové stroje. Klasickou dolnoplošnou koncepci pohání dva turbodmychadlové motory Pratt & Whitney of Canada PW615F s tahem po 6,49 kN. Na dvoumístný skleněný kokpit Garmin 1000 navazuje sekce pro čtyři pasažéry. Dodávky zákazníkům byly zahájeny počátkem roku 2007, dne 27. ledna 2012 sjel z výrobní linky závodu Independence ve státě Kansas jubilejní 400. exemplář.
V srpnu 2006 firma Cessna oznámila rozšíření řada CitationJet o čtvrtý model, jehož oficiální prezentace proběhla v říjnu na zasedání výrobců a provozovatelů biz-jetů NBAA v Orlandu. Nový letoun Citation CJ4 s továrním označením Model 525C přímo navazoval na CJ3, jehož trup byl prodloužen. Přepravní kapacita se tak rozšířila na osm pasažérů. Další konstrukční změny byly provedeny na aerodynamicky uhlazenější přídi, „čtverka“ rovněž obdržela nové křídlo o rozpětí 15,49 m. Jeho vzorem se stala nosná plocha biz-jetu střední třídy Citation Sovereign, která však byla zmenšena. Za pohon byla vybrána dvojice turbodmychadlových motorů Williams International FJ 44-4A o tahu po 15,12 kN. Prototyp CJ4 poprvé vzlétl 5. května 2008 ze základny McConnell AFB s testovací posádkou ve složení Dan Morris a Dave Bonifield. Do letových zkoušek byl od 19. srpna 2008 zapojen také první sériový stroj, který byl vyhrazen pro testy avioniky. Do certifikačního procesu úřadu FAA se zapojil i třetí vyrobený exemplář, který si Cessna Aircraft vyhradila pro své potřeby. Osvědčení o letové způsobilosti bylo uděleno 13. března 2010, 20. dubna stejného roku převzal CJ4 první odběratel.
Dne 26. září 2011 byl v centrále společnosti Cessna Aircraft ve Wichitě oficiálně představen projekt letounu Cessna Citation M2. Kabina nového stroje ve skutečné velikosti byla prezentována na tradiční výstavě NBAA, která se konala 10. až 12. října v Las Vegas. Citation M2 s přepravní kapacitou šest pasažérů s dvojicí pilotů představuje segment biz-jetu umístěný mezi stroje Citation Mustang kategorie VLJ a řadu Citation CJ. Na bocích zadní partie trupu byly na pylony umístěny dva turbodmychadlové motory Williams International FJ44-1AP-21 s tahem po 8,74 kN. Zálet prototypu proběhl 9. března 2012.
Modernizací verze Citation X vznikl biz-jet Cessna Citation Ten, jehož prototyp zalétal zkušební pilot Michael Voigt 17. ledna 2012 na letišti Mid-Continent Airport ve Wichitě. Pasažérská kabina pojme 9 až 11 cestujících, pohon zajišťují dva motory Rolls-Royce AE3007C2.
7000. Cessna Citation byla dodána majiteli 27. června 2016. Skupina Cessna Citation je největší flotila soukromých letadel světa.

## Odkazy

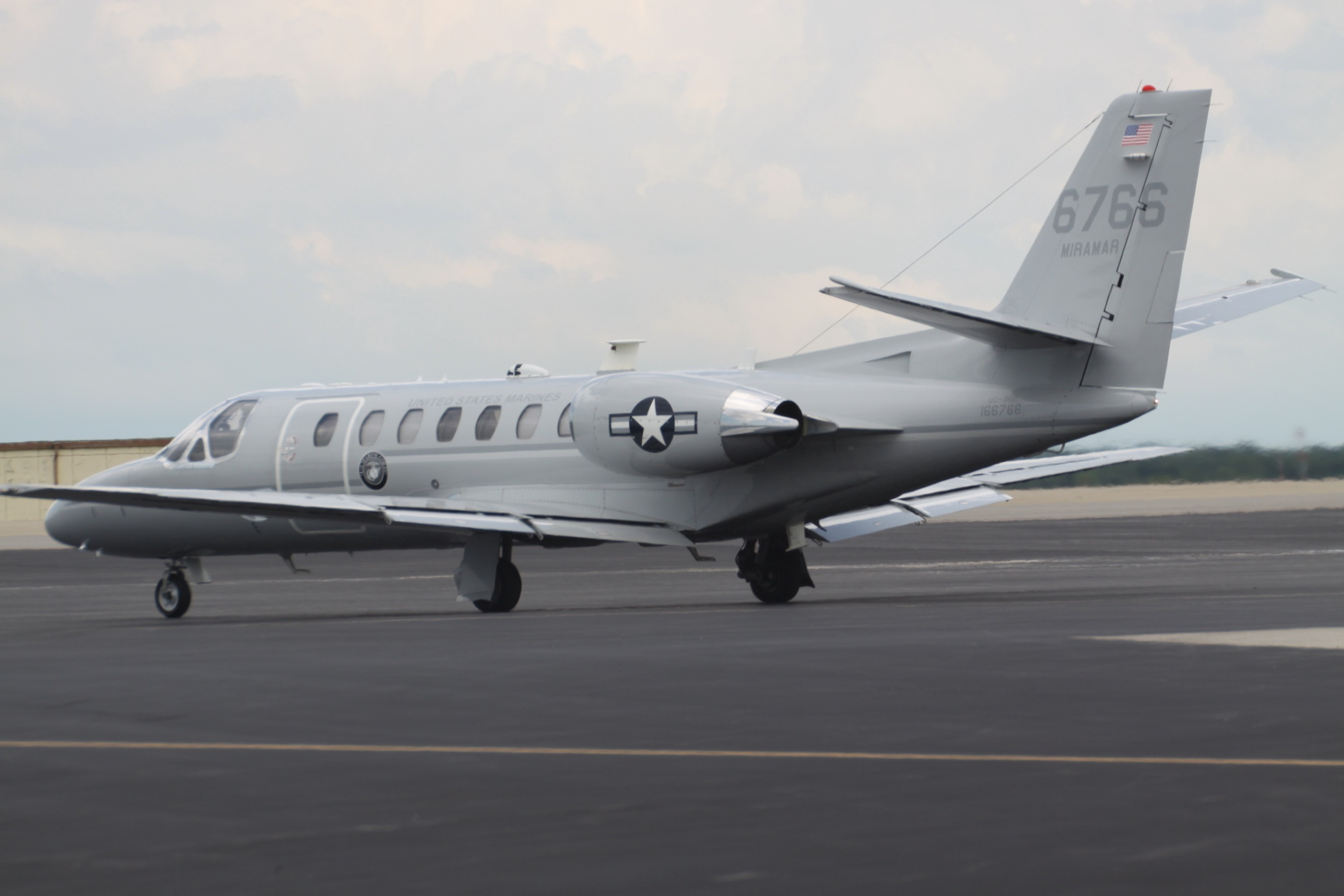
Cessna Citation UC-35D Encore, United States Marines

## Současné modely
| Model                  | Délka                | Rozpětí               | Nosná plocha        | Šípovitost | Inside        | Pax. | MVH                   | Cestovní rychlost | Dolet                | Motory        | Tah                   |
| ---------------------- | -------------------- | --------------------- | ------------------- | ---------- | ------------- | ---- | --------------------- | ----------------- | -------------------- | ------------- | --------------------- |
| 525 Citation M2        | 42 ft 7 in (12,98 m) | 47 ft 3 in (14,40 m)  | 240 sq ft (22 m2)   | 0 °        | 58 in (1,5 m) | 7    | 10,800 lb (4,899 kg)  | 404 kn (748 km/h) | 1,540 nmi (2,852 km) | 2 FJ44-1AP-21 | 3 930 lbf (17,5 kN)   |
| 525 Citation CJ3+      | 51 ft 2 in (15,60 m) | 53 ft 4 in (16,26 m)  | 294 sq ft (27,3 m2) | 0 °        | 58 in (1,5 m) | 9    | 13,870 lb (6,291 kg)  | 416 kn (770 km/h) | 2,040 nmi (3,778 km) | 2 FJ44-3A     | 5 640 lbf (25,1 kN)   |
| 525 Citation CJ4       | 53 ft 4 in (16,26 m) | 50 ft 10 in (15,49 m) | 330 sq ft (31 m2)   | 12,5 °     | 58 in (1,5 m) | 10   | 17,110 lb (7,761 kg)  | 451 kn (835 km/h) | 2,170 nmi (4,019 km) | 2 FJ44-4A     | 7 242 lbf (32,21 kN)  |
| 560XL Citation XLS+    | 52 ft 6 in (16,00 m) | 56 ft 4 in (17,17 m)  | 370 sq ft (34 m2)   | 0 °        | 68 in (1,7 m) | 9    | 20,200 lb (9,163 kg)  | 441 kn (817 km/h) | 2,100 nmi (3,889 km) | 2 PW545C      | 8 238 lbf (36,64 kN)  |
| 680A Citation Latitude | 62 ft 3 in (18,97 m) | 72 ft 4 in (22,05 m)  | 543 sq ft (50,4 m2) | 16,3 °     | 77 in (2,0 m) | 9    | 30,800 lb (13,971 kg) | 446 kn (826 km/h) | 2,850 nmi (5,278 km) | 2 PW306D1     | 11 814 lbf (52,55 kN) |
| 680 Citation Sovereign | 63 ft 6 in (19,35 m) | 72 ft 4 in (22,05 m)  | 543 sq ft (50,4 m2) | 16,3 °     | 68 in (1,7 m) | 12   | 30,775 lb (13,959 kg) | 460 kn (850 km/h) | 3,190 nmi (5,908 km) | 2 PW306D      | 11 814 lbf (52,55 kN) |
| 750 Citation X+        | 73 ft 7 in (22,43 m) | 69 ft 2 in (21,08 m)  | 527 sq ft (49,0 m2) | 37,0 °     | 68 in (1,7 m) | 12   | 36,600 lb (16,601 kg) | 528 kn (978 km/h) | 3,460 nmi (6,408 km) | 2 AE3007C2    | 14 068 lbf (62,58 kN) |